# نکروز زینکر
نکروز زینکر (به انگلیسی: Zenker's degeneration) این عارضه جزو دژنراسیون‌های هیالنی است که طی آن سلول‌ها و بافت همبند به یک نوع ساختار شفاف، یکنواخت و شیشه‌ای تبدیل می‌شود که آن را هیالن می‌گوییم. از نظر ساختمانی نامشخص ولی احتمالاً پروتئین‌ها در رنگ‌آمیزی با ائوزین صورتی می‌شود و بافت‌هایی که این نوع عارضه در آنها دیده می‌شود مرده است.
طی هیالن عضلانی رشته‌ها و فیبرهای عضلانی به یکسری ترکیبات یکنواخت یا هموژن و شیشه‌ای تبدیل می‌شود که اصطلاحاً نکروز زینکر گفته می‌شود. این عارضه در بیماری White muscle disease در گاوها، Azoturia در اسب واستیف لمب در بره دیده می‌شود که در این بیماری‌ها عضله درگیر به صورت آبشش ماهی‌ها دیده می‌شود و ساختار رشته‌ای خود را از دست می‌دهد. در بیماری‌هایی که کمبود اکسیژن، تروما (آسیب) دارند دژنراسیون هیالنی ممکن است در عضلات دیده شود، شرایط تب دار، اطراف تومورها و آنافیلاکسی ها (واکنش در برابر واکسن).